# Abdulrahim Ahli
Abdulrahim Ahli (Arabic:عبد الرحيم أهلي) (sinh ngày 24 tháng 10 năm 1994) là một cầu thủ bóng đá người Các Tiểu vương quốc Ả Rập Thống nhất. Hiện tại anh thi đấu cho Dibba Al-Fujairah.